# Uncovered (Album)
Uncovered (englisch für „aufgedeckt“ oder „ungeschützt“) ist das dritte Studioalbum des deutschen DJs Robin Schulz.

## Entstehung und Artwork
Alle Stücke des Albums wurden gemeinsam von Stefan Dabruck, Junkx (bestehend aus: Dennis Bierbrodt, Jürgen Dohr und Guido Kramer) und Robin Schulz, in Zusammenarbeit mit weiteren wechselnden Koautoren geschrieben. Bereits auf dem vorangegangenen Album Sugar arbeiteten die drei Parteien an einzigen Stücken zusammen. Einzig die beiden US-amerikanischen Autoren Jason Evigan und David Gibson wirkten wiederkehrend mit, ansonsten wirkten viele Autoren lediglich an einzelnen Stücken mit. Die Produktion des Albums erfolgte durch Junkx und Schulz sowie weiteren vereinzelt auftretenden Produzenten wie Jörgen Elofsson, David Guetta, Steve Mac oder Sam Martin. Das Produzenten-Trio um Junkx war größtenteils ebenfalls für die Abmischung des Albums zuständig, sie erhielten unter anderem von Chris Laws und Dan Pursey Unterstützung. Gemastert wurde das Album von Monoposto Mastering, unter der Leitung von Roy Recklies und Michael Schwabe. Die Aufnahmen erfolgte in den Junkx Music Studios in Mülheim an der Ruhr sowie den Londoner Rokstone Studios. Uncovered wurde unter den Musiklabels Tonspiel und Warner Music veröffentlicht.
Auf dem Cover des Albums ist – neben Künstlernamen und Albumtitel – Schulz zu sehen. Es ist in schwarz-weiß gehalten und zeigt lediglich Schulz’ Oberkörper, in dessen Sonnenbrille sich das Licht spiegelt. Das Coverbild wurde vom Berliner Fotograf Maximilian König geschossen.

## Veröffentlichung und Promotion
Die Erstveröffentlichung von Uncovered erfolgte am 29. September 2017 in Deutschland, Österreich und der Schweiz. Das Album besteht aus 18 neuen Studioaufnahmen und ist als CD sowie Download erhältlich. Zeitgleich erfolgte die Veröffentlichung einer „Limitierten Deluxe Edition“. Diese beinhaltet neben dem Album auf CD, zwei Vinylplatten, ein MP3-Download-Code, ein DIN-A2-Poster, ein 30 × 30 cm großes Fotobooklet und einen exklusiven Robin Schulz Slipmat.
Um das Album und sich selbst zu bewerben, erfolgte unter anderem ein Liveauftritt von Schulz zusammen mit James Blunt zur Hauptsendezeit während der Finalshow zur zwölften Staffel von Germany’s Next Topmodel auf ProSieben. Darüber hinaus war OK der Titelsong zur Red-Nose-Day-Spendenkampagne 2017 und somit in sämtlichen Werbeunterbrechungen der ProSiebenSat.1-Media-Gruppe zu sehen. Shed a Light war das Titellied der Bundesliga-Samstagskonferenz auf Sky Sport Bundesliga und wurde ebenso in sämtlichen Werbeunterbrechungen gespielt.

## Inhalt
Alle Liedtexte des Albums sind in englischer Sprache verfasst und stammen von Stefan Dabruck, Junkx und Robin Schulz, die die Stücke zusammen mit wechselnden Koautoren schrieben. Auf dem Album findet sich ein Lied mit dem spanischsprachigen Titel „Un sueno“ wieder, hierbei handelt es sich jedoch um ein reines Instrumentalstück ohne Gesang. Ins Deutsche übersetzt bedeutet der Titel „Ein Traum“. Musikalisch bewegen sich die Lieder im Bereich der elektronischen Tanzmusik. Undercover ist das erste Album von Schulz, dass ohne Cover- oder Remixversionen auskommt. Auf dem Album sind sowohl bekannte Gastmusiker wie James Blunt, David Guetta oder Sam Martin sowie unbekannte Gastmusiker wie Hugel oder Ruxley vertreten.
| #  | Titel                                             | Autor(en) | Produzent(en)                                                     | Länge |
| -- | ------------------------------------------------- | --- | ----------------------------------------------------------------- | ----- |
| 1  | Intro                                             | Stefan Dabruck, Junkx, Robin Schulz                                                                                     | Junkx, Robin Schulz                                               | 2:06  |
| 2  | Unforgettable (feat. Marc Scibilia)               | Stefan Dabruck, Junkx, Robin Schulz, Marc Scibilia, Nolan Sipe                                                          | Junkx, Robin Schulz, Marc Scibilia                                | 3:45  |
| 3  | Shed a Light (mit David Guetta feat. Cheat Codes) | Stefan Dabruck, Jason Evigan, David Guetta, Junkx, Jacob Kasher, Ammar Malik, John Ryan, Robin Schulz, Giorgio Tuinfort | David Guetta, Junkx, Robin Schulz                                 | 3:11  |
| 4  | Oh Child                                          | Richard Boardman, Pablo Bowman, Daniel Boyle, Stefan Dabruck, Junkx, Robin Schulz                                       | Richard Boardman, Pablo Bowman, Daniel Boyle, Junkx, Robin Schulz | 3:17  |
| 5  | Fools (feat. Aalias & Iro)                        | Stefan Dabruck, Coyle Girelli, Junkx, Aaron Kleinstub, Ori Rakib, Robin Schulz                                          | Aalias, Junkx, Robin Schulz                                       | 3:06  |
| 6  | Like You Mean It (feat. Rhys)                     | Stefan Dabruck, Junkx, Mason Levy, Julia Michaels, Robin Schulz, Justin Tranter                                         | Jörgen Elofsson, Junkx, Robin Schulz                              | 3:33  |
| 7  | OK (feat. James Blunt)                            | James Blunt, Stefan Dabruck, Junkx, Steve Mac, Maureen McDonald, Robin Schulz                                           | Junkx, Steve Mac, Robin Schulz                                    | 3:09  |
| 8  | Naked (feat. Sam Martin)                          | Stefan Dabruck, Jason Evigan, Joaquin Howard, Junkx, Ammar Malik, Sam Martin, Robin Schulz                              | Jason Evigan, Junkx, Sam Martin, Robin Schulz                     | 3:25  |
| 9  | Above the Clouds                                  | Stefan Dabruck, Junkx, Robin Schulz                                                                                     | Junkx, Robin Schulz                                               | 3:30  |
| 10 | Higher Ground                                     | Stefan Dabruck, David Gibson, Junkx, Johnnie Newman, Robin Schulz                                                       | Junkx, Robin Schulz                                               | 3:43  |
| 11 | Love Me a Little                                  | Stefan Dabruck, Jimmy Harry, Iman Jordan, Junkx, Robin Schulz                                                           | Jimmy Harry, Junkx, Robin Schulz                                  | 3:42  |
| 12 | Tonight and Every Night                           | Stefan Dabruck, Devin Guisande, Kyle Guisande, Tommy Lee James, Junkx, Robin Schulz                                     | Junkx, Robin Schulz                                               | 3:55  |
| 13 | More Than a Friend (feat. Nico Santos)            | Stefan Dabruck, Martin Gallop, Junkx, Robin Schulz, Tobias Topic, Nico Wellenbrink                                      | Junkx, Robin Schulz                                               | 3:12  |
| 14 | I Believe I’m Fine (mit Hugel)                    | Christopher Braide, Stefan Dabruck, Dave Gibson, Florent Hugel, Junkx, Robin Schulz                                     | Hugel, Junkx, Robin Schulz                                        | 3:47  |
| 15 | Ha Leh Lou Ya (feat. Christy McDonald)            | Nathan Chapman, Stefan Dabruck, Junkx, Christy McDonald, Danny Rader, Robin Schulz                                      | Nathan Chapman, Junkx, Danny Rader, Robin Schulz                  | 3:38  |
| 16 | Sounds Easy (feat. Ruxley)                        | Dennis Baffoe, Tim Boomsma, Stefan Dabruck, Junkx, Rudy Mackay, Ivan Peroti, Ruxley, Robin Schulz                       | Dennis Baffoe, Rupert Blackman, Tim Boomsma, Junkx, Robin Schulz  | 3:08  |
| 17 | Un sueno                                          | Stefan Dabruck, Junkx, Robin Schulz                                                                                     | Junkx, Robin Schulz                                               | 4:18  |
| 18 | Outro                                             | Stefan Dabruck, Junkx, Robin Schulz                                                                                     | Junkx, Robin Schulz                                               | 2:26  |

## Singleauskopplungen
Shed a Light
Bereits zehn Monate vor der Veröffentlichung von Uncovered erschien mit Shed a Light die erste vorab Single am 25. November 2016. Es handelt sich dabei um eine gemeinsame Single mit der französischen DJ David Guetta und dem US-amerikanischen House-Trio Cheat Codes. Dine Single erreichte unter anderem die offiziellen Singlecharts in Deutschland, Österreich, der Schweiz und dem Vereinigten Königreich. In Deutschland und der Schweiz erreichte Shed a Light sogar die Top 10. Die Single wurde weltweit ausgezeichnet und verkaufte sich bislang über 581 Tausend Mal.
OK
Am 19. Mai 2017 erschien mit OK die zweite vorab Single aus Uncovered. Hierbei handelt es sich um eine Kollaboration mit dem britischen Popsänger James Blunt. Die Single platzierte sich in allen D-A-CH-Staaten auf Position zwei der Singlecharts. In allen drei Ländern musste sich die Single lediglich Despacito (Luis Fonsi feat. Daddy Yankee) geschlagen geben. In den Vereinigten Staaten erreichte OK die Spitzenposition der US Dance Club Songs. Die Single wurde europaweit ausgezeichnet und verkaufte sich bislang über 555 Tausend Mal.
I Believe I’m Fine
Mit I Believe I’m Fine erschien vier Wochen vor der Veröffentlichung des Albums die dritte und letzte vorab Single I Believe I’m Fine. Das Lied entstand in Zusammenarbeit mit dem französischen DJ und Musikproduzenten Hugel. Wie seine Vorgänger feierte die Single ebenfalls Charterfolge in Deutschland, Österreich und der Schweiz.
Unforgettable
Rund drei Monate nach der Veröffentlichung von Uncovered erschien mit Unforgettable die vierte Singleauskopplung des Albums am 22. Dezember 2017. Zuerst erschien die Single im Remix vom ungarischen DJ-Duo Stadiumx, später auch in der Album- bzw. Radioversion. Die Single verfehlte zunächst einen Charteinstieg in die offiziellen Singlecharts. Etwa zwei Monate nach seiner Erstveröffentlichung erreichte die Single die Charts und erreichte Position 13 in Deutschland.
Oh Child
Am 22. Juni 2018 veröffentlichte Schulz eine Neuauflage des Stückes als Single. Während er das Lied für das Album offiziell ohne Gastsänger aufnahm, entstand die neue Version in Zusammenarbeit mit der kolumbianischen Latin-Pop-Band Piso 21. Die Albumversion ist ausschließlich in englischer Sprache verfasst, die Singleversion beinhaltet eine Mischung aus englischen und spanischen Textzeilen. Wie seine Vorgänger konnte die Single Charterfolge feiern und erreichte unter anderem Position 19 in Deutschland, Platz 20 in Österreich, sowie Platz 84 der Schweizer Hitparade.
Weitere Veröffentlichungen
Bereits über ein Jahr vor der Veröffentlichung von Uncovered erschien mit More Than a Friend eine Promo-Single am 15. Juni 2016. Es war das erste Werk das aus dem Album veröffentlicht wurde und entstand in Zusammenarbeit mit dem deutsch-spanischen Singer-Songwriter Nico Santos.
Charterfolge in den Singlecharts
| Jahr | Titel              | Höchstplatzierung, Gesamtwochen, AuszeichnungChartplatzierungen (Jahr, Titel, , Platzierungen, Wochen, Auszeichnungen, Anmerkungen) | Höchstplatzierung, Gesamtwochen, AuszeichnungChartplatzierungen (Jahr, Titel, , Platzierungen, Wochen, Auszeichnungen, Anmerkungen) | Höchstplatzierung, Gesamtwochen, AuszeichnungChartplatzierungen (Jahr, Titel, , Platzierungen, Wochen, Auszeichnungen, Anmerkungen) | Höchstplatzierung, Gesamtwochen, AuszeichnungChartplatzierungen (Jahr, Titel, , Platzierungen, Wochen, Auszeichnungen, Anmerkungen) | Anmerkungen                                                                                       |
| Jahr | Titel              | DE | AT | CH | UK | Anmerkungen                                                                                       |
| ---- | ------------------ | --- | --- | --- | --- | ------------------------------------------------------------------------------------------------- |
| 2016 | Shed a Light       | DE6 Platin · (23 Wo.)DE | AT7 Gold · (21 Wo.)AT | CH19 (25 Wo.)CH | UK24 Gold · (16 Wo.)UK | Erstveröffentlichung: 25. November 2016 Verkäufe: + 1.302.666; mit David Guetta feat. Cheat Codes |
| 2017 | OK                 | DE2 ×2Doppelplatin · (38 Wo.)DE | AT2 ×2Doppelplatin · (32 Wo.)AT | CH2 ×2Doppelplatin · (47 Wo.)CH | UK— SilberUK | Erstveröffentlichung: 19. Mai 2017 Verkäufe: + 1.638.333; feat. James Blunt                       |
| 2017 | I Believe I’m Fine | DE29 Gold · (24 Wo.)DE | AT26 (19 Wo.)AT | CH88 (3 Wo.)CH | — | Erstveröffentlichung: 8. September 2017 Verkäufe: + 200.000; mit Hugel                            |
| 2017 | Unforgettable      | DE13 Gold · (23 Wo.)DE | AT31 Gold · (16 Wo.)AT | CH61 (1 Wo.)CH | — | Erstveröffentlichung: 22. Dezember 2017 Verkäufe: + 215.000; mit Marc Scibilia                    |

## Arena Tour
Die folgende Liste ist eine Übersicht der Konzerte, die Schulz plant, während seiner Arena Tour spielen zu wollen. Die Tour erstreckt sich über eineinhalb Monate, vom 30. September bis 24. November 2017, und führt ihn durch neun Städte in Deutschland, Frankreich, Kanada und den Vereinigten Staaten. Während seiner Konzerte in Deutschland wird Schulz vom deutschen DJ Alle Farben im Vorprogramm unterstützt. Eigentlich sollte sie Tour bereits ein Jahr zuvor im Dezember 2016 stattfinden, doch durch die Arbeiten an Uncovered wurde die Arena Tour verschoben.
| Datum              | Stadt         | Veranstaltungsort    | Land               |
| ------------------ | ------------- | -------------------- | ------------------ |
| 30. September 2017 | München       | Olympiahalle         | Deutschland        |
| 7. Oktober 2017    | Berlin        | UFO im Velodrom      | Deutschland        |
| 13. Oktober 2017   | Paris         | Zénith               | Frankreich         |
| 19. Oktober 2017   | Hamburg       | Barclaycard Arena    | Deutschland        |
| 20. Oktober 2017   | Oberhausen    | König-Pilsener-Arena | Deutschland        |
| 17. November 2017  | New York City | Marquee              | Vereinigte Staaten |
| 18. November 2017  | Montreal      | New City Gas         | Kanada             |
| 22. November 2017  | Chicago       | Concord Music Hall   | Vereinigte Staaten |
| 24. November 2017  | Los Angeles   | Exchange LA          | Vereinigte Staaten |

## Mitwirkende
Albumproduktion
- Dennis Baffoe: Autor (Lied 16), Musikproduzent (Lied 16)
- Dennis Bierbrodt: Abmischung (Lieder: 3, 7), Autor (Lieder: 1-18), Engineering (Lieder: 1, 7, 18), Keyboard (Lieder: 1, 7, 18), Musikproduzent (Lieder: 1-18), Programmierung (Lieder: 1, 18)
- Rupert Blackman: Musikproduzent (Lied 16)
- James Blunt: Autor (Lied 7), Gesang (Lied 7)
- Richard Boardman: Autor (Lied 4), Musikproduzent (Lied 4)
- Tim Boomsma: Autor (Lied 16), Musikproduzent (Lied 16)
- Christopher Braide: Autor (Lied 14)
- Pablo Bowman: Autor (Lied 4), Musikproduzent (Lied 4)
- Daniel Boyle: Autor (Lied 4), Musikproduzent (Lied 4)
- Peter Brazil: Schlagzeug (Lied 7)
- Nathan Chapman: Autor (Lied 15), Musikproduzent (Lied 15)
- Stefan Dabruck: Autor (Lieder: 1-18)
- Trevor Dahl: Gesang (Lied 3), Koproduzent (Gesang) (Lied 3)
- Jürgen Dohr: Abmischung (Lieder: 3, 7), Autor (Lieder: 1-18), Engineering (Lieder: 1, 7, 18), Keyboard (Lieder: 1, 7, 18), Musikproduzent (Lieder: 1-18), Programmierung (Lieder: 1, 18)
- Jörgen Elofsson: Musikproduzent (Lied 6)
- Jason Evigan: Autor (Lieder: 3, 8), Musikproduzent (Lied 8)
- Kevin Ford: Gesang (Lied 3)
- Martin Gallop: Autor (Lied 13)
- David Gibson/Dave Gibson: Autor (Lieder: 10, 14), Gesang (Lied 14)
- Coyle Girelli: Autor (Lied 5)
- David Guetta: Autor (Lied 3), DJ (Lied 3), Musikproduzent (Lied 3)
- Devin Guisande: Autor (Lied 12)
- Kyle Guisande: Autor (Lied 12)
- Jimmy Harry: Autor (Lied 11), Musikproduzent (Lied 11)
- Joaquin Howard: Autor (Lied 8)
- Florent Hugel: Autor (Lied 14), Musikproduzent (Lied 14), Gesang (Lied 14)
- Iro: Gesang (Lied 5)
- Tommy Lee James: Autor (Lied 12)
- Iman Jordan: Autor (Lied 11)
- Jacob Kasher: Autor (Lied 3)
- Aaron Kleinstub/Aalias: Autor (Lied 5), Musikproduzent (Lied 5), Gesang (Lied 5)
- Guido Kramer: Abmischung (Lieder: 3, 7), Autor (Lieder: 1-18), Engineering (Lieder: 1, 7, 18), Keyboard (Lieder: 1, 7, 18), Musikproduzent (Lieder: 1-18), Programmierung (Lieder: 1, 18)
- Chris Laws: Abmischung (Lied 7), Engineering (Lied 7)
- Mason Levy: Autor (Lied 6)
- Steve Mac: Autor (Lied 7), Keyboard (Lied 7), Musikproduzent (Lied 7)
- Rudy Mackay: Autor (Lied 16)
- Ammar Malik: Autor (Lieder: 3, 8)
- Sam Martin: Autor (Lied 8), Musikproduzent (Lied 8), Gesang (Lied 8)
- Christy McDonald: Autor (Lied 15), Gesang (Lied 15)
- Maureen McDonald: Autor (Lied 7)
- Julia Michaels: Autor (Lied 6)
- Johnnie Newman: Autor (Lied 10)
- John Paricelli: Gitarre (Lied 7)
- Ivan Peroti: Autor (Lied 16)
- Dan Pursey: Abmischung (Lied 7), Engineering (Lied 7)
- Danny Rader: Autor (Lied 15), Musikproduzent (Lied 15)
- Ori Rakib: Autor (Lied 5)
- Roy Recklies: Mastering (Lied 7)
- Rhys: Gesang (Lied 6)
- Matthew Russel: Gesang (Lied 3)
- Ruxley: Autor (Lied 16), Gesang (Lied 16)
- John Ryan: Autor (Lied 3)
- Nico Santos/Nico Wellenbrink: Autor (Lied 13), Gesang (Lied 13)
- Robin Schulz: Autor (Lieder: 1-18), DJ (Lieder: 1-18), Keyboard (Lieder: 1, 18), Musikproduzent (Lieder: 1-18), Programmierung (Lieder: 1, 18)
- Michael Schwabe: Mastering (Lieder: 3, 7)
- Marc Scibilia: Autor (Lied 2), Musikproduzent (Lied 2), Gesang (Lied 2)
- Nolan Sipe: Autor (Lied 2)
- Tobias Topic: Autor (Lied 13)
- Justin Tranter: Autor (Lied 6)
- Giorgio Tuinfort: Autor (Lied 3)

Artwork
- Maximilian König: Fotograf (Cover)

Unternehmen
- Junkx Music Studios: Tonstudio
- Monoposto Mastering: Mastering
- Rokstone Studios: Tonstudio
- Tonspiel: Musiklabel
- Warner Music Group: Musiklabel

## Rezeption

### Rezensionen
Das deutschsprachige E-Zine Plattentests.de bewertete Uncovered mit vier von zehn Punkten. Felix Heinecker von der Online-Redaktion ist der Meinung, dass Schulz sich mit diesem Album nicht entscheidend von der Konkurrenz abhebe und der Erfolg nur durch den „Schulz-Hype“ käme. Die Stücke würden zum Großteil erwartbar durch die Ohrmuschel wie die Radiosoße aus den letzten Jahren rauschen. Man müsse ihm aber zugestehen, dass er ab und an „absolut“ lichte Momente, oder „zumindest“ die richtigen Gäste und Ideen, habe. Ob Guetta, Cheat Codes oder Schulz selbst den Einfall für die „zackigen“ Streicher in Shed a Light hatte, gehe aus der Besetzung nicht hervor. Aber sie würden einen „ohnehin guten Popsong“ zu einer erfreulichen Ausnahme im sonst so wenig aufregenden EDM-Reigen machen. Einigermaßen überraschend sei auch, dass Uncovered sich öfter als gewöhnlich vom „Dancefloor“ abwendet, um sanftere Gefilde aufzusuchen. Higher Ground atme unvermittelt „Gospel-Luft“, wird von einem Piano „akzentuiert“, „schwingt“ sich im Verlauf gar in höhere „Pathos-Weihen“ auf. Auf die Texte der Marke „Generisches Englisch für ungestörtes Bügeln“ höre man besser nicht ganz so genau. Dazwischen gäbe es jedoch zu viel Graubrot. Blunt beweise in OK, dass sein „quäkiges“ Organ mit der EDM-Umgebung „kein bisschen OK gehe“. Die Instrumentale Above the Clouds und Un sueno würden zwar für etwas Abwechslung sorgen, seien in sich aber auch nur „unspannende Laptop-Nachgeburten“. Love Me a Little sei lediglich Ed Sheeran in schlecht. Auch die Unbekannten Gastmusiker würden es nicht schaffen, den „generischen Songs“ einen Stempel aufzudrücken oder versuchen es gar nicht erst.

### Charts und Chartplatzierungen
Uncovered erreichte in Deutschland Position elf der Albumcharts und konnte sich insgesamt 34 Wochen in den Top 100 halten. In Österreich erreichte das Album in 16 Chartwochen Position 19 und in der Schweiz in fünf Chartwochen Position zwölf der Charts. Für Schulz ist dies der dritte Charterfolg in allen drei Ländern. In den US-amerikanischen Billboard 200 verfehlte das Album einen Charteinstieg, jedoch konnte sich Uncovered auf Position zwölf der US-amerikanischen Top Dance/Electronic Albums platzieren. Es ist das dritte Mal das Schulz sich mit einem Album in dieser Chartliste platzieren konnte.
| ChartsChartplatzierungen | Höchstplatzierung | Wochen |
| ------------------------ | ----------------- | ------ |
| Deutschland (GfK)        | 11 (34 Wo.)       | 34     |
| Österreich (Ö3)          | 19 (16 Wo.)       | 16     |
| Schweiz (IFPI)           | 12 (5 Wo.)        | 5      |

### Auszeichnungen für Musikverkäufe
Im Jahr 2018 erhielt Uncovered eine Goldene Schallplatte für 10.000 verkaute Einheiten in Finnland.
| Land/Region     | Auszeichnungen für Musikverkäufe (Land/Region, Auszeichnung, Verkäufe) | Verkäufe |
| --------------- | ---------------------------------------------------------------------- | -------- |
| Finnland (IFPI) | Gold                                                                   | 10.000   |
| Insgesamt       | 1× Gold ·                                                              | 10.000   |

Hauptartikel: Robin Schulz/Auszeichnungen für Musikverkäufe